# 도타카 가즈미
도타카 카즈미(일본어: 戸高 一生, 1967년 8월 23일 ~ )는 일본인 게임 음악 작곡가이다. 닌텐도 소속으로 기업의 다양한 비디오 게임에 음악을 작곡했으며 《Wii 뮤직》을 기획했다. 그 외 《마리오》 시리즈의 요시 목소리를 담당했다.

## 개요
그의 대표적인 음악 담당 작품으로는 요시 스토리, 동물의 숲 시리즈 등이 있으며, 코믹컬하고 세련된 사운드가 특징이다. 그는 '도타케케(とたけけ)'라는 애칭이 있어, 그 이름으로 다양한 게임의 캐릭터로 출연하고 있다. 그는 요시의 성우로 잘 알려져있지만, 피크민 2에도 성우 작업에 참여하고 있다. 물론, 요시의 목소리 등의 그 소리들은 가공된 것이다.

## 외모&취미
눈썹은 매우 굵고, 쌍꺼풀이 있다. 그리고 구레나룻이 있다. 취미는 물론 음악이고, 좋아하는 음식은 카레라이스이다. 개인적인 음악 활동도 충실히 하고 있다. 주로 간사이를 중심으로 자신의 밴드와 열심히 활동하고 있다. 주된 담당 악기는 비브라폰이다.

## 토타케케
일본어판 동물의 숲과 젤다의 전설 꿈꾸는 섬에서 '토타케케(とたけけ)'라는 캐릭터가 등장한다. 한국에서는 'T.K.'라는 이름으로 사용되고, 미국에서는 'K.K. Slider'라는 이름으로 사용된다. '토타케케'는 토타카의 애칭이다. 젤다의 전설 꿈꾸는 섬에서는 원숭이로 등장하는 반면 동물의 숲 시리즈에서는 개로 등장한다. 닌텐도 게임큐브용 동물의 숲은 8시 이후에 기차역 옆에서 라이브 연주를 하며, 닌텐도 DS용 놀러오세요 동물의 숲과 Wii용 타운으로 놀러가요 동물의 숲에서는 8시 이후에 '비둘기 둥지'라는 카페에서 라이브 연주를 하는 캐릭터로 등장한다. 대난투 스매시브라더스 X라는 게임에서도 등장한다.

## 도타카의 노래
도타카 가즈미가 참여한 게임에는 도타카의 노래(Totaka's Song)라는 짧은 멜로디의 곡이 숨겨져있다. X (비디오 게임)에서 이 멜로디가 처음 발견 되었으며, 동물의 숲, 젤다의 전설 꿈꾸는 섬, 캐치터치 요시, 버추얼보이 와리오 랜드, 루이지 맨션 등의 다른 게임에서도 이 멜로디가 발견되었다.

## 작품
그가 담당한 작품들이다.

### 게임
- 동물의 숲
- 동물의 숲+
- 동물의 숲 e+
- 놀러오세요 동물의 숲
- 타운으로 놀러가요 동물의 숲
- 개구리를 위해 종은 운다
- 젤다의 전설 꿈꾸는 섬
- 루이지 맨션
- 마리오 아티스트: 탤런트 스튜디오
- 마리오 페인트
- 피크민 2
- 슈퍼 마리오 랜드 2: 6개의 금화
- 와리오 랜드 (버추얼 보이)
- X
- 요시 스토리
- 요시 터치 & 고
- 위 스포츠
- 대난투 스매시브라더스 X
- 대난투 스매시브라더스 for 닌텐도 3DS/Wii U

### 그 외
- 극장판 놀러오세요 동물의 숲